# Fionn Griffiths
Fionn Griffiths, née le 27 août 1982, est une cycliste vttiste britannique. Elle habite à Shrewsbury, Shropshire. Spécialiste du four-cross et de la descente, elle a été vice-championne du monde de descente en 2001 et 2002, et du four-cross en 2011

## Palmarès

### Championnats du monde
- Sierra Nevada 2000
  -  Médaillée de bronze de la descente juniors
- Vail 2001
  -  Médaillée d'argent de la descente

- Kaprun 2002
  -  Médaillée d'argent de la descente

- Canberra 2009
  - 4e de la descente

- Beaupré 2010
  - 8e du four-cross

- Champéry 2011
  -  Médaillée d'argent du four-cross

### Coupe du monde
- Coupe du monde de descente
  - 2003 : 2e du classement de la descente, vainqueur des manches de Mont-Sainte-Anne et Grouse Mountain
  - 2014 : 8e du classement de la descente

- Coupe du monde de four cross
  - 2006 : vainqueur du four cross à Schladming
  - 2009 : 2e du classement du four cross, vainqueur des manches de Vallnord et Bromont
  - 2010 : 4e du classement du four cross, vainqueur de la manche de Maribor
  - 2011 : 5e du classement du four cross

### Championnats d'Europe
- 2001
  -  Médaillée d'argent de la descente

### Championnats nationaux
- Championne de Grande-Bretagne de descente  en 2001